# 韦伊尔
韦伊尔（Weir），是印度拉贾斯坦邦Bharatpur县的一个城镇。总人口17331（2001年）。

## 人口
该地2001年总人口17331人，其中男性9218人，女性8113人；0—6岁人口3113人，其中男1603人，女1510人；识字率56.82%，其中男性为71.14%，女性为40.55%。